# Verlag Handwerk und Technik
Der Verlag Handwerk und Technik ist ein deutscher Schulbuchverlag mit Sitz in Hamburg. Er zählt zu den 100 größten Verlagen Deutschlands. Derzeit sind rund 700 Fach-, Tabellen- und Wörterbücher, Formelsammlungen, Prüfungs-, Arbeits- und Lehrermaterialien in gedruckter und zunehmend auch digitaler Form erhältlich.

## Geschichte
Der Verlag Handwerk und Technik wurde 1949 von Felix Büchner gegründet. Am Anfang des Programms standen sieben Lizenztitel aus dem Leipziger Bernhard-Friedrich-Voigt-Verlag. Es handelte sich um handwerkliche Fachbücher und Manuskripte zur Berufsbildung, darunter auch „Die Kunst des Geigenbaues“, ein Klassiker, der noch heute im Verlagsprogramm zu finden ist. Weitere Titel wurden unter Lizenz genommen und machten den Verlag Handwerk und Technik zu einem der frühen Anbieter von Medien für berufsbildende Schulen in der Bundesrepublik.
1958 ergänzte ein Tochterunternehmen das fachliche Angebot: Der Verlag Dr. Felix Büchner legte den Schwerpunkt auf hauswirtschaftliche Titel. Später kamen auch Werke für die Bereiche Gesundheit und Pflege hinzu, die im Gemeinschaftsverlag mit Handwerk und Technik erschienen.
Nach dem Tod des Gründers 1983 blieben die Verlage im Besitz der Familie Büchner. 1992 übernahm das Familienunternehmen den Stuttgarter Berufsschulverlag Holland + Josenhans. Heute sind alle Titel der Verlagsgruppe in einem Gesamtverzeichnis zusammengeführt.

## Unternehmen
An den Standorten in Hamburg und Stuttgart arbeiten 60 Mitarbeiter. Dazu kommen rund 750 Autoren, zumeist Lehrer, die in Zusammenarbeit mit den Lektoraten das Schulbuchprogramm entwickeln.
Der Verlag ist u. a. Mitglied im Börsenverein des Deutschen Buchhandels, im Verband Bildungsmedien e.V., im Deutschen Institut für Normung (DIN), in der Deutschen Gesellschaft für Hauswirtschaft und dem  Deutschen Hauswirtschaftsrat.

## Verlagsprogramm
Das Programm der Verlagsgruppe baut traditionell auf die Berufsbildung in den Bereichen Hauswirtschaft, Metall-, Bau-, Holz- und Fahrzeugtechnik auf. Darauf folgten im Laufe der Jahrzehnte Werke für weitere Berufsfelder, z. B. für Gastronomie, Körperpflege, Medizinische Fachberufe, Gesundheit und Pflege sowie Sozialpädagogik. Im allgemeinbildenden Bereich sind Medien unter anderem. für die Fächer Politik, Wirtschaft und Deutsch erhältlich.

## Digitale Medien
Der Verlag Handwerk und Technik ist Mitglied im Verband der Bildungsmedien, einem Zusammenschluss deutschsprachiger Anbieter von Bildungsmedien. Auf der Plattform „bildungslogin.de“ können sich Schulen, Lehrer und Schüler ein digitales Bücherregal mit Produkten aller beteiligten Verlage zusammenstellen. Weitere Nutzungsmöglichkeiten bietet das verlagseigene Medienregal ht-digital.de.
Im Programmportfolio befinden sich außerdem Online-Trainings für Auszubildende in zahlreichen Berufen (u. a. Anlagenmechaniker SHK, Maurer, Straßenbauer, Medizinische Fachangestellte, Altenpflege und Hotelfachleute).